# Смена начинается в шесть
«Смена начинается в шесть» — советский чёрно-белый художественный фильм снятый на Одесской киностудии в 1958 году режиссёром Всеволодом Ворониным. Премьера состоялась 8 апреля 1959 года.

## Сюжет
Фильм разворачивается вокруг молодого инженера Петра Чумака, которого после окончания института направляют работать на одну из шахт Кривого Рога главным инженером. Он попадает в подчинение к начальнику рудоуправления, фронтовому товарищу и родственнику Алексею Железняку — выходцу из семьи потомственных шахтёров, чей отец проработав на данной шахте стал широко известен и уважаем.
С первых дней работы Чумак выступает инициатором новаторских методов добычи руды и предлагает изменить хищническую систему разработки, при которой выбираются лучшие рудные куски, а тысячи тонн руды остаются потерянными. Пётр встречает непонимание руководства, которое гонится за прибылью, бездумно разрушая будущее шахты, но находит поддержку среди шахтёров. Противоборство специалистов осложняется и тем, что Алексей является родным братом жены Петра.
В один из дней в подготовленной по новой системе отработки камере происходит обрушение, при котором погибает Дмитрий Железняк, отец Алексея. Виновным считают Чумака с его новым методом. Теперь молодой инженер должен приложить максимум усилий и докопаться до правды, ведь под угрозой оказалось не только честное имя Петра Чумака, но и будущее новой системы разработки.

## В ролях
- Александр Холодков — Пётр Чумак;
- Аркадий Толбузин — Алексей Железняк;
- Борис Сабуров — Дмитрий Железняк;
- Сергей Ромоданов — Силыч;
- Павел Михайлов — Ковалёв;
- Юрий Савельев — Путало;
- Иван Коваль-Самборский — Щербина;
- Александр Суснин — Черёмуха;
- Юрий Пузырёв — Пантей Гусь;
- Игорь Безяев — Сенька;
- и другие.

## Характеристика
Фильм снимался в городе Кривой Рог, прообразом шахты выступила шахта «Октябрьская».
Плакат к фильму (98×66 см) нарисовал художник Михаил Хазановский.